# ترومبوز

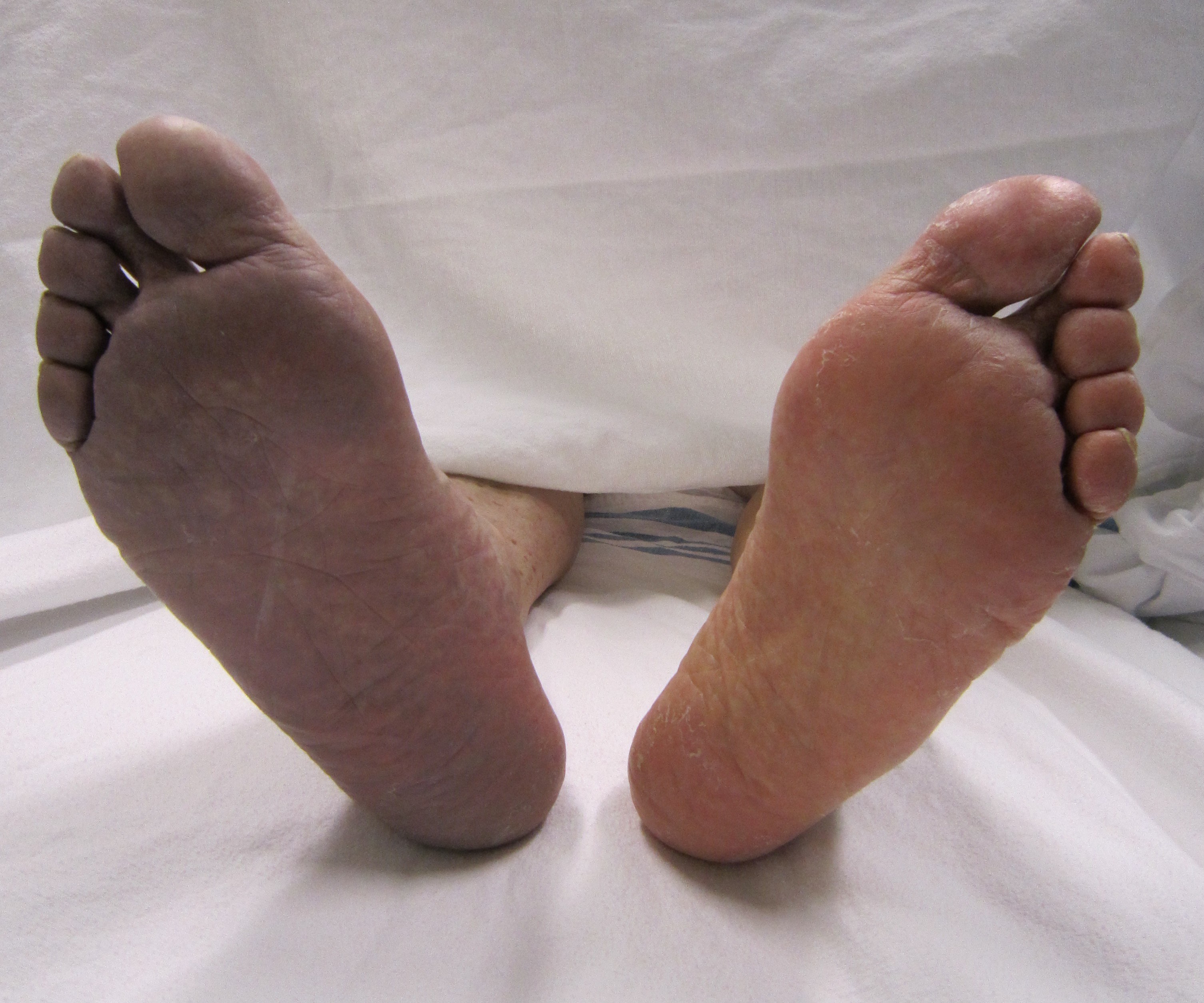
سیانوز پای راست به علت ترومبوز شریانی حاد

ترومبوز (به انگلیسی: thrombosis) به موقعیتی گفته می‌شود که یک لخته در داخل عروق سالم تحت شرایطی خاص ایجاد شود که می‌تواند مانع جریان خون در عروق شود. اگر این لخته یا تکه‌ای از آن در بدن شروع به حرکت کند به آن ترومبوآمبولی می‌گویند.
ممکن است ترومبوز در داخل ورید یا شریان ایجاد شود. ترموبوز وریدی باعث جمع شدن خون در قسمت آسیب دیده می‌شود، درحالی‌که ترومبوز شریانی بر ذخیره خون اثر گذاشته و منجر به آسیب اندامی می‌شود که توسط آن شریان خون‌رسانی می‌شود. ممکن است قسمتی از لخته خون شکسته شود و در بدن به حرکت در بیاید و موجب آمبولی شود، این نوع از آمبولی به عنوان ترومبوآمبولی شناخته می‌شود.

## علایم و نشانه‌ها
این عارضه بسته به محل ایجاد آن (ترومبوز وریدی یا شریانی) یا ارگانی که خون‌رسانی آن مختل شده است نام‌گذاری می‌شود.

### ترومبوز وریدی
ترومبوز وریدی به معنای وجود ترومبوز (لخته خونی) در داخل ورید است. این نوع ترومبوز بیشتر در سیاهرگ‌های اندام تحتانی رخ می‌دهد.

#### ترومبوز وریدی عمقی
به معنای تشکیل لخته خونی در دیواره داخلی یک ورید عمقی است. این اختلال که به DVT معروف است، بیشتر سیاهرگ‌های اندام تحتانی را درگیر می‌کند. این عارضه بیشتر بر روی ورید فمورال اتفاق می‌افتد. سه عامل در تشکیل یک لخته خون در یک ورید عمیق دخالت دارند که عبارتند از میزان جریان خون، ضخامت خون و کیفیت دیواره عروق.
نشانه‌های کلاسیک DVT عبارتند از تورم، درد و قرمزی منطقه آسیب‌دیده

#### نشانگان پاژه اسکروتر
نشانگان پاژه اسکروتر نوعی خاص از ترومبوز وریدی است که به شکلی نادر در اندام فوقانی بروز می‌کند. این بیماری معمولاً در افراد جوان به خصوص در دست غالب بروز می‌کند.

#### نشانگان باد-کیاری
یک انسداد علامتی ورید کبدی اصلی می‌باشد، که باعث هپاتومگالی، درد شکمی، تندرنس، آسیت، زردی خفیف و در نهایت نارسایی کبد و پرفشاری ورید باب می‌شود

#### ترومبوز وریدپورت
ترومبوز وریدپورت نوعی از ترومبوز سیاهرگی است که بر روی ورید پورت اثر می‌گذارد که می‌تواند منجر به بالا رفتن فشارخون ورید پورت و در نهایت کاهش میزان خونرسانی به کبد شود.

#### ترومبوز سیاهرگ کلیوی
ترومبوز سیاهرگ کلیوی در اثر تشکیل لخته یا ترومبوز در سیاهرگ کلیوی پدید می‌آید که مانع از خروج خون از سیاهرگ کلیوی به میزان لازم می‌شود.

#### ترومبوز سینوس وریدی مغزی
ترومبوز سینوس وریدی مغزی یا CVST به وجود ترومبوز یا یک لخته خون در سینوس‌های سیاهرگی سخت‌شامه که وظیفه تخلیه خون از مغز را به عهده دارند گفته می‌شود.

#### ترومبوزورید ژوگولار
ترومبوز ورید ژوگولار شرایطی است که به دنبال عفونت، تزریق داروهای وریدی یا بدخیمی‌ها اتفاق بیفتاد ترومبوز این ورید می‌تواند سبب بروز لیستی از مشکلات شامل سپتیسمی، آمبولی ریه و پاپیل ادما شود. اگرچه این نوع از ترومبوز با بروز یک درد شدید در ورید خود را نشان می‌دهد اما تشخیص این عارضه ممکن است دشوار باشد زیرا درد شدید به صورت تصادفی در برخی از بیماران نمایان می‌شود.

#### ترومبوز سینوس کاورنوس
ترومبوز سینوس کاورنوس، به ایجاد شدن لخته خون در سینوس کاورنوس گفته می‌شود. سینوس کاورنوس در سطوح کناری استخوان اسفنویید و در ناودان کاروتید و منتقل‌کننده خون کم اکسیژن از مغز به قلب قرار دارد.

### ترومبوز شریانی
ترومبوز شریانی به معنای وجود ترومبوز (لخته خونی) در داخل شریان است. در بیشتر موارد این عارضه به دنبال جدا شدن آتروما ایجاد می‌شود بنابراین از آن به عنوان آتروترومبوز یاد می‌شود. آمبولی شریانی هنگامی رخ می‌دهد که لخته‌ها شروع به حرکت می‌کنند و می‌توانند بر روی ارگان‌های بدن تأثیر بگذارند.
همچنین آمبولی شریانی می‌تواند در نتیجه لخته خون حرکت کرده از قلب اتفاق بیفتاد شایعترین علت ایجاد لخته در قلب ساکن ماندن خون در دهلیز به دلیل فیبریلاسیون دهلیزی است، همچنین لخته خون درون قلب می‌تواند به علل دیگر ایجاد شده و گسترش یابد.

#### سکته مغزی
اگر خون‌رسانی به قسمتی از مغز دچار اختلال شده و متوقف گردد، این قسمت از مغز دیگر نمی‌تواند عملکرد طبیعی خود را داشته باشد. این وضعیت را اصطلاحاً سکته مغزی می‌نامند. سکته مغزی می‌تواند به عللی مانند بسته شدن یا پاره شدن یکی از رگ‌های خون‌رسان مغز ایجاد شود. سکته مغزی در مردان بیشتر از زنان است.

#### سکته قلبی
مرگ سلولی دائم و غیرقابل برگشت در بخشی از عضله قلب (میوکارد) است که به علت ازبین‌رفتن جریان خون و وقوع یک ایسکمی شدید در آن قسمت از قلب روی می‌دهد. این توقف گردش خون ممکن است ناگهانی و بدون هیچ علائم قبلی نمایان گردد یا پس از چند حمله آنژینی (درد قفسه سینه) نمود یابد. عمده‌ترین دلیل سکته بسته‌شدن رگ‌های تغذیه‌کننده قلب است.

### ایسکمی حاد پا یا دست
ترومبوز شریانی یا آمبولی می‌تواند در اندام ایجاد شود، که در نهایت منجر به ایسکمی حاد آن عضو خواهد شد.

#### سایر اعضا
ترومبوز شریان کبدی معمولاً پس از پیوند کبد به عنوان یک عارضه ویرانگر رخ می‌دهد.